# Твоје лице звучи познато
Твоје лице звучи познато (скраћено ТЛЗП) српски је музички ријалити-шоу који се емитовао од 12. октобра 2013 до 20. децембар 2019. године на Првој српској телевизији. Представља домаћу верзију шпанског музичког такмичења Tu cara me suena. Водитељи емисије су Марија Килибарда током прве три и пете сезоне, Петар Стругар током прве сезоне, Бојан Ивковић током друге сезоне и Нина Сеничар током четврте сезоне.

## Ток емисије
Познате личности имитирају домаће и светске музичке звезде, певајући уживо, а њихов наступ оцењује жири, три стална члана и један члан жирија који је гост у свакој емисији, као и други такмичари док у полуфиналу и финалу гласа и публика. У емисији нема испадања учесника као у већини других емисија већ се бодови сабирају из сваке емисије и тако се учесници котирају од првог до последњег све до полуфиналне емисије. Тада се саберу гласови жирија и публике и 5 најбољих такмичара пролази у велико финале. Победник сваке емисије добија 1000 евра који додељује по својој жељи онима којима су та средства потребна јер је емисија у добротворне сврхе, а у финалу 25.000 евра.
Прву сезону водили су Марија Килибарда и Петар Стругар. Жири су чинили Катарина Радивојевић, Марија Михајловић и Иван Ивановић. Победила је Ана Кокић.
У другој сезони је дошло до измене на месту сталног трочланог састава жирија. Катарина Радивојевић је напустила место чланице жирија из пословних разлога, а на месту члана жирија је заменио Бранко Ђурић Ђуро. Водитељ Петар Стругар је отпуштен зато што се продукцији није свидео његов начин вођења па га је на месту водитеља заменио Бојан Ивковић. Победио је Бане Мојићевић.
И у трећој сезони је дошло до промене у жирију - Марија Михајловић је због несугласица са продукцијом напустила жири па ју је на месту чланице жирија и вокалног тренера мењала Ана Кокић, победница прве сезоне. Бранко Ђурић Ђуро је из здравствених разлога напустио место члана жирија па је га на том месту мењао Владо Георгиев. Бојан Ивковић је напустио водитељско место, а Марија Килибарда је сама водила шоу. Ово је прва сезона коју је водио један водитељ. Победио је Даниел Кајмакоски.
У четвртој сезони је жири у потпуности измењен. Бранко Ђурић Ђуро се вратио на место члана жирија, а придружили су му се Александра Радовић и Андрија Милошевић. Водитељка Марија Килибарда је напустила шоу из пословних разлога, а заменила ју је Нина Сеничар. Марија Михајловић се вратила у емисију као вокални тренер. Победио је Стеван Анђелковић.
У петој сезони је жири у потпуности измењен. Нови чланови жирија су Урош Ђурић, Дубравка Мијатовић и Душан Алагић. Као водитељка се вратила Марија Килибарда. Вокални тренери су били Душан Алагић и Александра Милутиновић. У овој сезони учествује десет такмичара који су учествовали у једној од претходне четири сезоне. Десет добро познатих такмичара су подељени у пет тимова, и победник сваке епизоде је тим, а не такмичар. Такође, укупни победник ове сезоне је тим. Победнички тим је тим сезоне 3, који су чинили Данијел Кајмакоски и Ивана Петерс.

## Жири
| Члан                 | Сезоне | Сезоне | Сезоне | Сезоне | Сезоне |  |
| Члан                 | 1      | 2      | 3      | 4      | 5      |  |
| -------------------- | ------ | ------ | ------ | ------ | ------ |  |
| Катарина Радивојевић | Главна |        |        | Гост   |        |  |
| Марија Михајловић    | Главна | Главна |        |        |        |  |
| Иван Ивановић        | Главна | Главна | Главна |        |        |  |
| Бранко Ђурић Ђуро    |        | Главна |        | Главна |        |  |
| Владо Георгиев       |        |        | Главна |        |        |  |
| Ана Кокић            |        | Гост   | Главна |        |        |  |
| Александра Радовић   |        |        |        | Главна |        |  |
| Андрија Милошевић    |        |        |        | Главна |        |  |
| Урош Ђурић           |        |        |        |        | Главна |  |
| Дубравка Мијатовић   |        |        |        |        | Главна |  |
| Душан Алагић         |        |        |        |        | Главна |  |

## Сезоне
| Сезона | Епизоде | Датум емитовања   | Датум емитовања    |
| Сезона | Епизоде | Почетак           | Крај               |
| ------ | ------- | ----------------- | ------------------ |
| 1      | 12      | 12. октобар 2013. | 29. децембар 2013. |
| 2      | 12      | 12. октобар 2014. | 28. децембар 2014. |
| 3      | 12      | 6. март 2016.     | 22. мај 2016.      |
| 4      | 12      | 1. октобар 2017.  | 17. децембар 2017. |
| 5      | 12      | 4. октобар 2019.  | 20. децембар 2019. |

## Пласмани такмичара
| Сезона | Премијера         | Финале             | Епизоде | Учесници | Место                    | Место            | Место                         | Место                                | Место                        | Место |
| ------ | ----------------- | ------------------ | ------- | -------- | ------------------------ | ---------------- | ----------------------------- | ------------------------------------ | ---------------------------- | --- |
| Сезона | Премијера         | Финале             | Епизоде | Учесници | Прво                     | Друго            | Треће                         | Четврто                              | Пето                         | Остали учесници                                                                                             |
| 1      | 12. октобар 2013. | 29. децембар 2013. | 12      | 10       | Ана Кокић                | Сара Јовановић   | Алекса Јелић                  | Борис Миливојевић                    | Кнез                         | Жељко Шашић Скај Виклер Гоца Тржан Тамара Драгичевић Снежана Бабић                                          |
| 2      | 12. октобар 2014. | 28. децембар 2014. | 12      | 10       | Слободан Васић           | Елена Ристеска   | Катарина Богићевић            | Јелена Гавриловић                    | Ненад Окановић               | Звонко Пантовић Чипи Неда Украден Ивана Павковић Иван Јевтовић Драган Којић Кеба                            |
| 3      | 6. март 2016.     | 22. мај 2016.      | 12      | 12       | Иван Куртић              | Никола Роквић    | Ненад Даниловић "Неша Бриџис" | Катарина Остојић Каја                | Ивана Петерс                 | Богољуб Митић Ђоша Халид Муслимовић Славица Ћуктераш Милица Павловић Сузана Манчић Дара Бубамара Ана Грубин |
| 4      | 1. октобар 2017.  | 17. децембар 2017. | 12      | 10       | Бобан Рајовић            | Тијана Дапчевић  | Едита Арадиновић              | Драгана Мићаловић                    | Стефан Димитријевић Леон     | Бранислав Лечић Слободан Ћустић Беби Дол Мира Шкорић Иван Паунић                                            |
| 5      | 4. октобар 2019.  | 20. децембар 2019. | 12      | 10       | Иван Куртић Ивана Петерс | Жељко Шашић Кнез | Ана Кокић Алекса Јелић        | Катарина Богићевић Драган Којић Кеба | Иван Паунић Едита Арадиновић | / |